# François Vatel
Pour les articles homonymes, voir Vatel.
François Vatel, de son vrai nom Fritz Karl Watel, né le 17 janvier 1631 à Tournai (Belgique)[réf. souhaitée] et mort à Chantilly (Oise) le 24 avril 1671, est un pâtissier-traiteur, intendant et maître d'hôtel français, issu d'une famille originaire de Suisse. Il a principalement été au service de Nicolas Fouquet, surintendant des Finances, puis du prince Louis II de Bourbon-Condé, le Grand Condé.
Il est passé à la postérité en tant qu'organisateur de fêtes et de festins d’exception au château de Vaux-le-Vicomte, puis au château de Chantilly durant le règne de Louis XIV.
Il se suicide lors de la grande fête organisée en présence du roi par le prince de Condé en l'honneur de la fin des travaux du château de Chantilly en avril 1671, parce que sa commande de poisson (pour plusieurs centaines de personnes) pour le repas du vendredi 24, jour maigre, n'était pas arrivée à l'heure prévue.

## Biographie

### Origines familiales et formation
François Vatel naît en 1631 d'un père laboureur.
En 1646, le jeune homme, âgé de 15 ans, plutôt que de suivre les traces de son père, préfère entrer en apprentissage chez le parrain de son frère, le pâtissier-traiteur Jehan Heverard chez qui il reste sept ans.

### Au service du surintendant Fouquet
En 1653, âgé de 22 ans, il est engagé comme écuyer de cuisine au château de Vaux-le-Vicomte, alors en cours de construction, par le maître d'hôtel du vicomte puis marquis Nicolas Fouquet, qui vient d’être nommé surintendant des Finances par le cardinal Premier ministre et régent Mazarin de Louis XIV, alors âgé de 15 ans. Actif et doué pour l’organisation, Vatel est rapidement nommé maître d’hôtel de Fouquet.

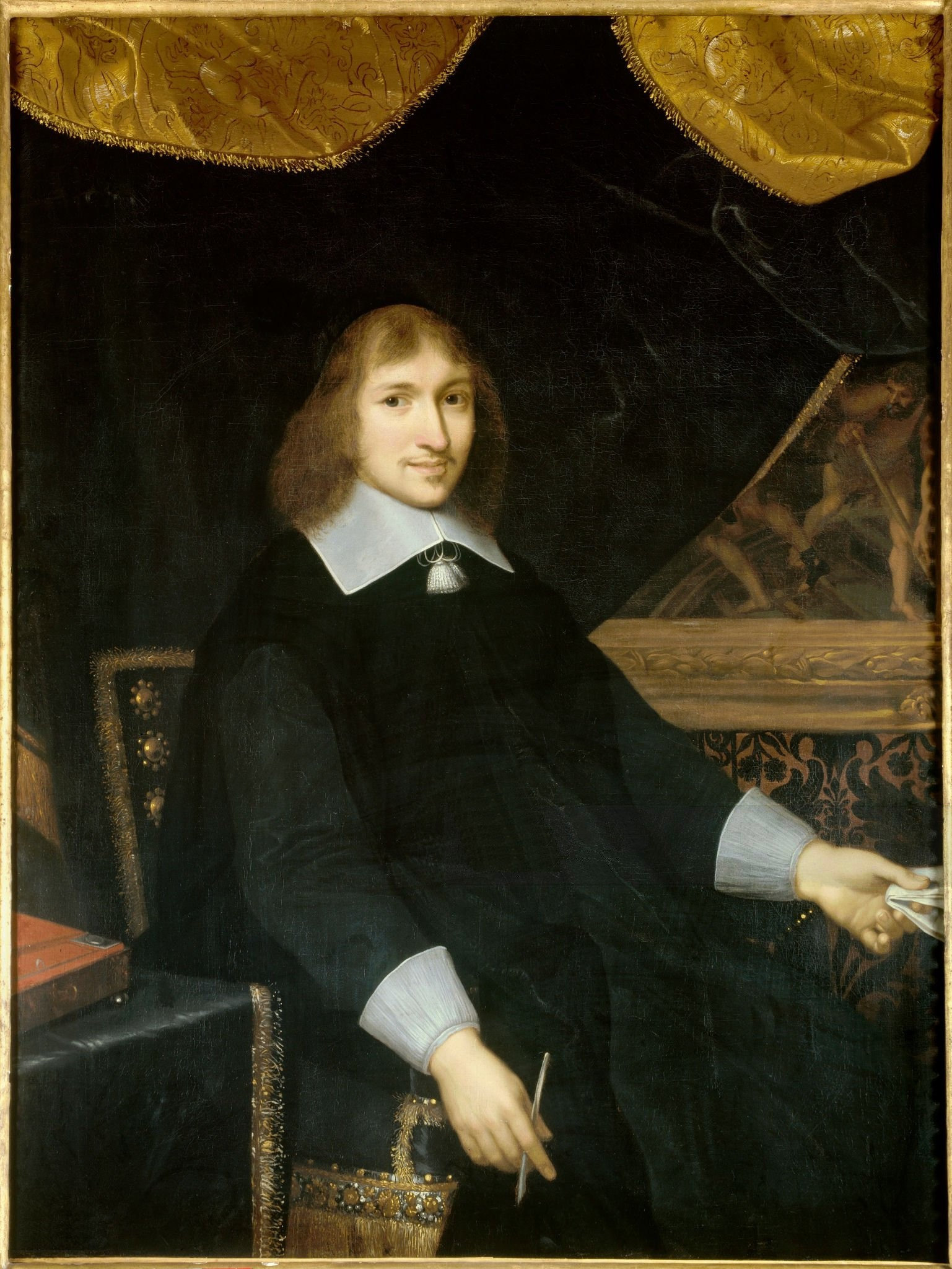
Nicolas Fouquet.

Le 17 août 1661, Nicolas Fouquet invite le roi Louis XIV, alors âgé de 23 ans, la reine mère Anne d’Autriche et toute la cour du roi à l’inauguration de Vaux-le-Vicomte.
À la fois chef du protocole et maître d’hôtel, François Vatel organise une grandiose et somptueuse fête et un dîner de 80 tables, 30 buffets et cinq services de faisans, cailles, ortolans, perdrix… avec de la vaisselle en or massif pour les hôtes d’honneur et en argent pour le reste de la cour. Vingt-quatre violons jouent de la musique de Lully, surintendant de la musique du Roi. Molière et Lully font jouer les Fâcheux, une comédie-ballet composée exprès pour la circonstance.
Toujours en proie aux difficultés financières, Louis XIV est profondément blessé dans son orgueil par tout ce faste et ce génie des festivités qui dépasse celui de sa cour, qui se trouve à cette époque au château de Fontainebleau pendant les travaux d'extension du château de Versailles. Louis XIV est alors décidé à abattre son surintendant des Finances, en le faisant arrêter sur le champ et déclare : « Il faudra faire rendre gorge à tous ces gens ! » mais sa mère l’en dissuade. Après le feu d'artifice tiré au-dessus du château, il refuse la chambre que son hôte lui a préparée et retourne à Fontainebleau.
Le 5 septembre suivant, le roi fait arrêter Fouquet par d'Artagnan à Nantes. Il change la peine de bannissement en détention perpétuelle pour un homme qu’il trouve trop puissant et trop ambitieux, dont il se méfie et qu’il remplace par Jean-Baptiste Colbert.

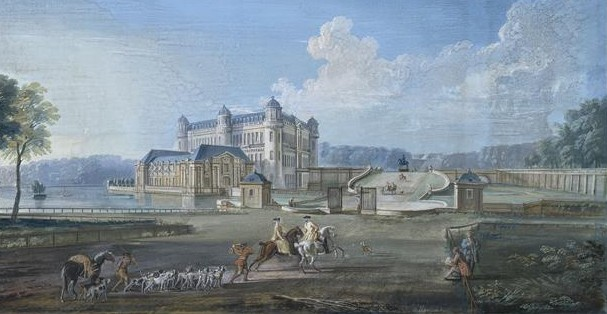
Château de Chantilly du prince Louis II de Bourbon-Condé.

### L'exil en Angleterre
François Vatel, ignorant que le roi désire reprendre le personnel du château de Vaux-le-Vicomte pour son nouveau château de Versailles, s’enfuit en Angleterre de peur d’être emprisonné lui aussi.
En Angleterre, Vatel rencontre Jean Hérault de Gourville, un ami de Fouquet avec qui il se rend aux Pays-Bas espagnols, où Gourville convainc Louis II de Bourbon-Condé, dit « le Grand Condé », de l’engager pour son château de Chantilly à 40 km au nord de Paris.
Mais, jusqu'en avril 1659, le prince de Condé est considéré comme un traître par Louis XIV, car, après avoir été un meneur de la Fronde des princes, il s'est mis au service du roi d'Espagne et a combattu contre l'armée française durant la guerre franco-espagnole dans les années 1650.
Lorsque la guerre prend fin, par la victoire de la France, le cas de Condé est mentionné expressément (articles 79 à 88) dans le traité des Pyrénées (avril 1659). Condé est autorisé à rentrer en France et à récupérer ses biens.

### Au service du prince de Condé

#### Les cuisines de Chantilly (1660-1671)
Condé rentre effectivement en janvier 1660, mais, après avoir fait sa soumission au roi, reste en disgrâce : aucun emploi public ne lui est proposé. Il se retire alors dans son château de Chantilly.

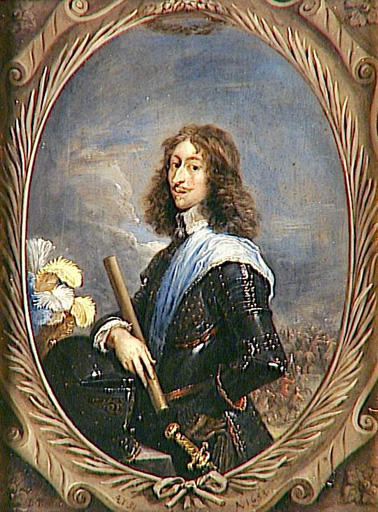
Louis II de Bourbon-Condé, dit le Grand Condé, par David Teniers le Jeune.

En 1663, François Vatel est promu « contrôleur général de la bouche » du prince de Condé au château de Chantilly. Il est chargé de l’organisation, des achats, du ravitaillement et de tout ce qui concernait « la bouche » au château.
C'est là qu'il sert ce qui sera appelé par la suite la « crème chantilly » : cette originalité lui vaut souvent l'attribution erronée de l'invention de la recette.

#### Les fêtes de Chantilly (23-25 avril 1671)
En avril 1671, le prince de Condé, après plusieurs années de travaux d'embellissement de son château de Chantilly, invite Louis XIV et la cour de Versailles à une fête visant à une complète réconciliation, lui permettant de revenir au service du roi. Il doit aussi surmonter le scandale qui a eu lieu en janvier 1671 à propos de son épouse, qui a été exilée à Châteauroux par lettre de cachet. Il doit également regagner les faveurs du roi pour renflouer d’urgence ses caisses en louant son armée (une des plus puissantes du royaume) pour la guerre que le roi prépare contre les Hollandais[réf. nécessaire].
La fête doit durer trois jours et trois nuits, du jeudi soir 23 avril au samedi soir 25 avril, avec trois banquets somptueux, pour séduire Louis XIV et les 3 000 membres de la cour de Versailles, dont 200 à 600 courtisans[réf. nécessaire] et de nombreux domestiques. Cette réception a un coût de 50 000 écus.[réf. nécessaire]
Le destin de Condé dépend du succès des festivités et le prince fait peser tout le poids de ce succès sur son maître d’hôtel de génie. Vatel n’a que quinze jours pour préparer des menus recherchés et des mises en scènes grandioses, dont le roi et la cour raffolent.
Le soir du jeudi 23 avril 1671, les invités arrivent à Chantilly après une grande partie de chasse. Les invités d’honneur sont installés à vingt-cinq tables dans le château magnifiquement illuminé. Le souper est suivi d’un spectacle de deux heures, dont un feu d’artifice d'un coût de 16 000 francs qui est un échec partiel en raison du brouillard.
Environ 75 invités de plus que prévu se sont présentés, et il manque du rôti à deux tables. Vatel, qui n'a pas dormi depuis douze nuits, se sent touché dans son honneur, il répète à plusieurs reprises qu'il a « perdu son honneur et ne peut survivre à une telle disgrâce ». Après le dîner, le prince vient le voir dans sa chambre pour le rassurer sur l'excellence du repas et lui dit de ne pas donner d'importance au manque de viande sur les deux tables en question.

#### Le repas du 24 avril et le suicide de Vatel
Pour le dîner du vendredi 24 avril, jour maigre, et de surcroît de carême, Vatel a décidé de ne pas proposer aux invités de poissons de rivière : soit parce qu'ils sont trop communs (saumons, truites), soit parce que leur pêche au mois d'avril est trop aléatoire pour assurer le ravitaillement complet (Vatel aurait cependant pu les conserver dans un vivier comme cela se faisait déjà à l'époque).
Vatel a un acheteur habituel à Dieppe, le plus grand port de pêche sur la Manche à l'époque. Il avait probablement aussi des acheteurs dans les ports de la baie de Somme, notamment Ault qui a une excellente réputation. Il a envoyé des émissaires dans d'autres ports, sans doute pour y acheter de la sole, du turbot et de la barbue, peut-être de la raie, du carrelet ou de la limande, espèces sédentaires et abondantes en cette saison. Des coquillages sont également cités.

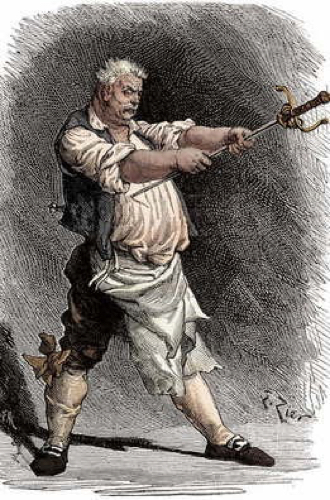
Le Suicide de François Vatel (XIX).

Au matin du vendredi 24 avril, Vatel attend sa commande de poisson pour 4 heures du matin. Mais seulement deux paniers arrivent à cette heure. Rien de plus n'est arrivé à 8 heures. Pour Vatel, c’est le comble. Il déclare au contrôleur en second Gourville : « Monsieur, je ne survivrai pas à cet affront-ci, j’ai de l’honneur et de la réputation à perdre. » Gourville se moque de lui. Selon la marquise de Sévigné, il monte alors dans sa chambre et se jette à trois reprises sur son épée calée dans la porte… au moment même où son importante commande de poisson arrive en vue du château.

### L'inhumation
Gourville, qui essaie de se faire pardonner, l’enterre discrètement pour ne pas gêner la fin des festivités.
L'historien Auguste Jal considère que Vatel est « déposé probablement dans une fosse non bénite » car l'Église considère le suicide comme un péché grave, mais l’acte mortuaire de Vatel retrouvé dans les archives de la mairie de Vineuil-Saint-Firmin atteste qu'il a été inhumé dans le cimetière de cette commune.
Le suicide étant interdit par la loi (avec un traitement particulier infligé aux suicidés, notamment « être traîné sur la claie », cadavre traîné face contre terre puis jeté aux ordures), le fait qu'il n'y ait eu aucune poursuite pénale suggère l'indulgence et l'intervention du roi.

### Suites de la mort de Vatel
Le prince de Condé, estimant fort Vatel, pleura à l'annonce de sa mort.
Le roi dit à Condé qu'il n'était pas venu à Chantilly depuis cinq ans car il savait quels soucis d'intendance ses visites causaient ; que Condé aurait dû faire mettre seulement deux tables et ne pas s'occuper des autres ; et que lui, le roi, ne supporterait plus que Condé se sentît obligé de mettre autant de faste.
Bien que le poisson fût arrivé, les convives se privèrent toutefois de ce plat par respect pour Vatel.
Cette somptueuse fête admirée par toute la cour et par le roi marque le retour en grâce du Grand Condé auprès de Louis XIV.

## Jugements sur la mort de Vatel
François Vatel entre dans la légende des grands organisateurs des festins d’exception associés à l’histoire de France et à ses fastes, même si les chefs de cuisine blâment généralement Vatel pour avoir perdu son sang-froid et avoir été incapable de faire face à l’urgence, qualité primordiale dans la restauration.
Blâmer Vatel, c'est ne pas tenir compte des difficultés auxquelles il devait faire face. En effet son rôle habituel, déjà lourdement chargé, n'incluait pas l'approvisionnement à proprement parler des denrées de cuisine. Son rôle dans ce domaine se limitait à passer commande dans le cadre des marchés de pourvoierie. Mais les fournisseurs ajoutaient des clauses limitatives à leurs contrats pour se prémunir contre les aléas des déplacements des grands seigneurs : leurs guerres et/ou villégiatures obligeaient en effet à modifier les circuits d’approvisionnement et, au-delà d'une certaine distance du lieu habituel de résidence, ou bien les pourvoyeurs exigeaient un surcroît de rémunération (le marché de pourvoierie du prince d'Orléans pour 1670, par exemple, revendiquait un supplément de 25 % au-delà de vingt-huit lieues), ou bien ils se désistaient purement et simplement de la responsabilité de l'approvisionnement. Les fournisseurs se prémunissaient également contre les dépenses extraordinaires des fastes au-delà des coutumes journalières ; concernant la maison de Condé précisément, son marché de pourvoierie pour l'année 1670 excluait les denrées de bouche spécifiquement dans le cas où le prince offrirait un banquet au roi ou aux membres de la famille royale. Il n'y a pas trace du marché de pourvoierie pour l'année 1671 mais, comme la fête d'avril regroupait les deux éléments (présence du roi et distance de Paris) contre lesquels les pourvoyeurs se prémunissaient de façon habituelle, il est peu vraisemblable que cette clause exclusive n'ait pas été exercée dans ce cas, d'où Vatel se retrouvait dans la nécessité d'assurer l'approvisionnement en sus de la charge extraordinaire des festins proprement dits.
Les pourvoyeurs habituels ne pouvaient guère l'aider dans le cas particulier du poisson frais car, outre qu'ils n'étaient pas maîtres des circuits d'approvisionnement de façon générale (ils achetaient en gros sur les marchés de Paris), eux-mêmes ne connaissaient pas les marchands puisque, d'une part ces derniers restaient souvent dans leurs ports et envoyaient des commis livrer à leur place, d'autre part la vente en gros des poissons aux Halles de Paris se faisait non de gré à gré entre vendeurs et acheteurs, mais aux enchères et par l’intermédiaire d’officiers publics. Enfin il n'avait pas l'opportunité de s'approvisionner par avance par manque de moyens de conservation : les poissons choisis ne pouvaient rester en vivier d'eau douce en attente de leur consommation, et, contrairement à l'Italie et l'Espagne où la glace était utilisée pour conserver la nourriture, dans la France du XVIIe siècle elle n'était utilisée que pour rafraîchir les boissons.
Geste devenu mythique d'un homme mû par un besoin de reconnaissance sociale, tenaillé d'anxiété devant l'enjeu de ces fêtes ou jugeant son honneur blessé par l'affront qui lui semble signifier sa perte, ce suicide concourt par ailleurs à la célébration et à l'élaboration du discours gastronomique français depuis le XVIIIe siècle en donnant un aïeul héroïque aux générations de chefs cuisiniers à venir.

## François Vatel dans la littérature et les arts

### Littérature

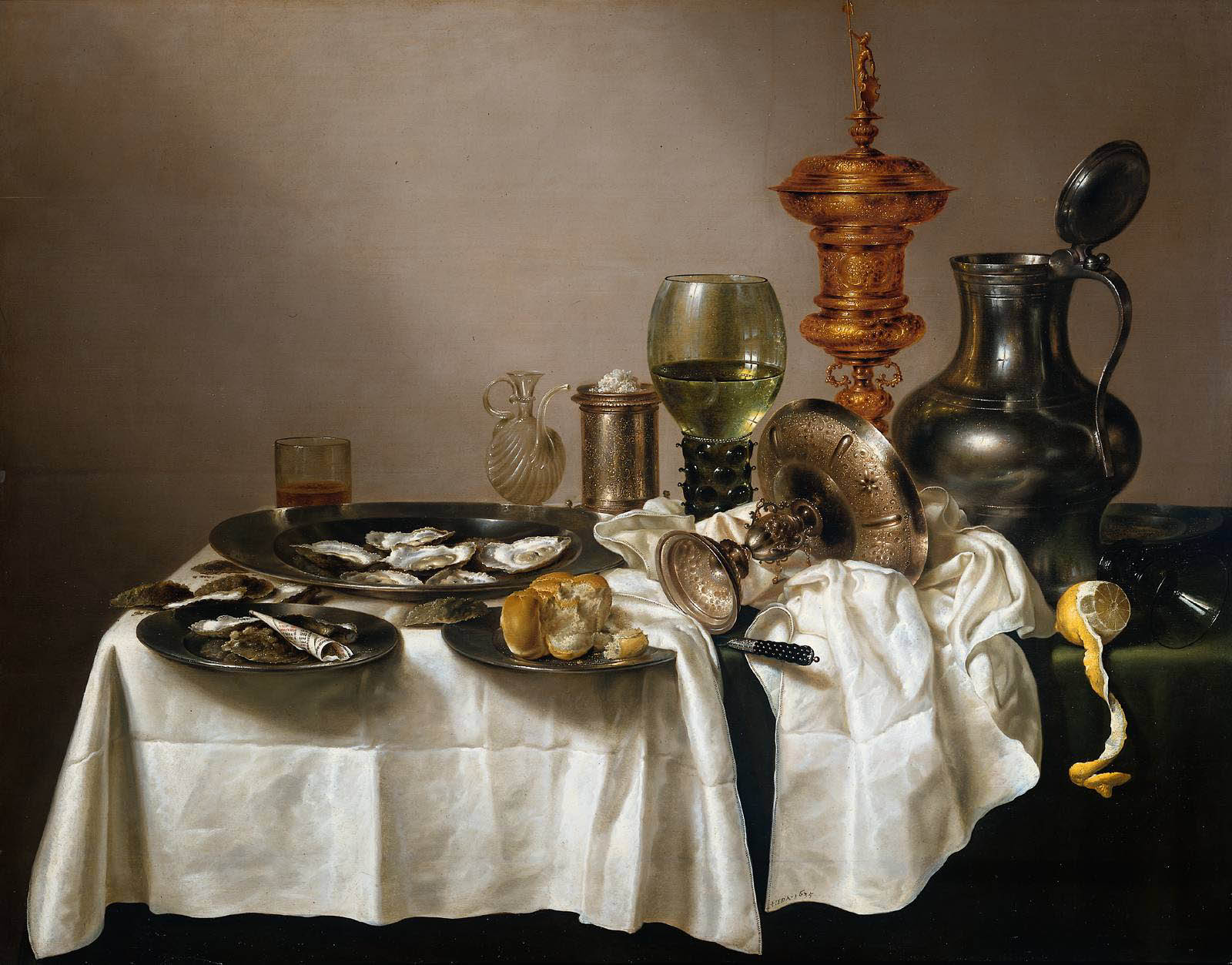
Nature morte au gobelet argenté, par Willem Claesz. Heda, 1635.

- 1671 : La marquise de Sévigné, à qui l’un des courtisans invités de la fête raconte ce suicide, rapporte cet événement dans deux de ses célèbres lettres à sa fille, madame de Grignan (lettres du 24 avril et du 26 avril) : « Mais voici ce que j’apprends en entrant ici, dont je ne puis me remettre, et qui fait que je ne sais plus ce que je vous mande : c’est qu’enfin Vatel, le grand Vatel, maître d’hôtel de Monsieur Fouquet, qui l’était présentement de Monsieur le Prince, cet homme d'une capacité distinguée de toutes les autres, dont la bonne tête était capable de soutenir tout le soin d'un État ; cet homme donc que je connaissais, voyant à huit heures ce matin, que la marée n'était point arrivée, n'a pu souffrir l'affront qu'il a vu qui l'allait accabler, et en un mot, il s’est poignardé. […] Je ne doute pas que la confusion n'ait été grande ; c'est une chose fâcheuse à une fête de cinquante mille écus[11] ».
- Le duc de Saint Simon en parle également dans ses Mémoires.
- Alexandre Dumas porte sur Vatel un jugement péremptoire : « Le suicide de Vatel indique plutôt l’homme de l’étiquette que l’homme du dévouement : laisser manquer le poisson dans une saison où, grâce à la fraîcheur de l’atmosphère et à la glace sur laquelle on l’étend, on peut conserver le poisson trois ou quatre jours, c’est d’un homme imprévoyant qui ne va pas au-devant, par l’imagination, des accidents dont peut l’écraser la mauvaise fortune[12]. ». François Vatel est aussi mentionné dans Le Vicomte de Bragelonne dans lequel il y est présenté comme un maître d'hotel très attentionné qui va jusqu'à aller acheter du mauvais vin de Joigny dans un cabaret pour MM. de la Fontaine, Pelisson et Conrart et du cidre pour M. Loret qui n'aiment pas le grand vin[13].
- Cité dans les "Filles de feu" de Gérard de Nerval [14] p10: "  Cette dernière supposition était inutile, ô La Rancune !  on ne se perce pas le cœur avec une épée de comédie, on n'imite pas le cuisinier Vatel, on n'essaie pas de parodier les héros de roman, quand on est un héros de tragédie :  et je prends tous nos camarades à témoin qu'un tel trépas est impossible à mettre en scène un peu noblement."
- Alexandra David-Néel y fait allusion, en plaisantant au sujet de sa soupe de fortune, dans son livre Voyage d'une Parisienne à Lhassa.
- Guillaume Apollinaire le cite dans Les Onze Mille Verges : « Aux cris du Vatel en herbe, les voisins étaient accourus et on avait arrêté le sadique plongeur[15]. »
- Son nom a même été employé comme nom commun, par antonomase.
- Vatel est un personnage du roman "Les Roses d'Héliogabale ou l'Académie de cuisine du Roi-Soleil" de Jacques Decaen, paru aux éditions DACRES (2021)

### Cinéma
Un film lui a été consacré en 2000 : Vatel de Roland Joffé avec Gérard Depardieu dans le rôle-titre, principalement consacré aux coulisses de la fête fatale de 1671. Ce film a fait l’ouverture du festival de Cannes 2000.

### Documentaire
Un épisode de l'émission Secrets d'Histoire, intitulé Vatel, Carême, Escoffier : à la table des rois ! (2022), lui est en partie consacrée.

## Hommages
- L'école hôtelière Vatel fondée par Alain Sebban en 1981.
- La place Vatel, parvis du lycée hôtelier Anne-Sophie-Pic, à Toulon.

- Restaurant Au Petit Vatel à Alençon.